# 福西隼杜
福西 隼杜（ふくにし はやと、2000年5月17日 - ）は、ジャパンラグビーリーグワンコベルコ神戸スティーラーズに所属するラグビー選手。

## プロフィール
- 兵庫県出身[1]。
- ポジションはプロップ(PR)、フランカー(FL)。
- 身長 178 cm、体重 100 kg
- U17日本代表の副将を務めたことがある。
- U20日本代表に選ばれたことがある[2]。

## 略歴
2019年、報徳学園高校卒業後、京都産業大学に入学。なお報徳学園高校時代、主将を務めて、高校日本代表に選ばれたことがある。
2022年、京都産業大学ラグビー部の共同主将に就任。
2023年1月、アーリーエントリーでコベルコ神戸スティーラーズに加入。同年3月、京都産業大学卒業。
2024年12月21日に行われたJAPAN RUGBY LEAGUE ONE第1節カンファレンスA静岡ブルーレヴズ戦にて先発出場でリーグワン公式戦初出場を果たした。